# 樋之口町 (鹿児島市)
樋之口町（てのくちちょう）は、鹿児島県鹿児島市の町。旧薩摩国鹿児島郡鹿児島城下樋之口通町、鹿児島市樋之口通町。郵便番号は892-0845。人口は1,261人、世帯数は914世帯（2020年4月1日現在）。1963年（昭和38年）より樋之口町の全域で住居表示を実施している。

## 地理
鹿児島市の中央部、甲突川の下流域に位置している。江戸期は鹿児島城下の士屋敷が多く所在していた。住宅街の中に店舗が混在しており、アパートや駐車場が多くある。
町域の北方に山之口町、南方に新屋敷町、東方に松原町、千日町、西方に加治屋町がそれぞれ接している。
町域の西端を南北に鹿児島県道20号鹿児島加世田線が通っており、南端を東西にパース通りが、北西部には樋之口本通りが北東に通っている。南西端に鹿児島市立甲東中学校が所在している。

### 町名の読み
「樋之口」の読み方に関しては、鹿児島市史第1巻には「といのくち」が正しい発音であると記載されている。しかし、鹿児島市が公表している「鹿児島市の町名一覧」や「角川日本地名大辞典」における町名の読み方は「てのくちちょう」となっている。
他にも「たいのくち」や「てぇのくち」と呼ぶ事もある
樋之口町という町名は難読地名であり、平凡社の『日本歴史地名大系』（1998年刊行）の難読地名一覧には「樋之口」（てのくち）として掲載されている。

### 河川
- 清滝川

## 歴史

### 樋之口町の成立
江戸時代の天保年間に編纂された「天保切絵図」によれば甲突川・清滝川、南は新納殿小路までの区域に樋之口通町があったと記載されている。谷山通と南林寺の間には樋之口馬場が存在した。
明治時代初期頃の樋之口通町は「鹿児島地誌」によれば鹿児島郡鹿児島府下のうちであった。また、鹿児島市史第1巻によれば明治時代初期の樋之口通町は平民が多く住んでいるが士族も306戸あることから、武家町に含まれるとしている。

### 市制施行以後

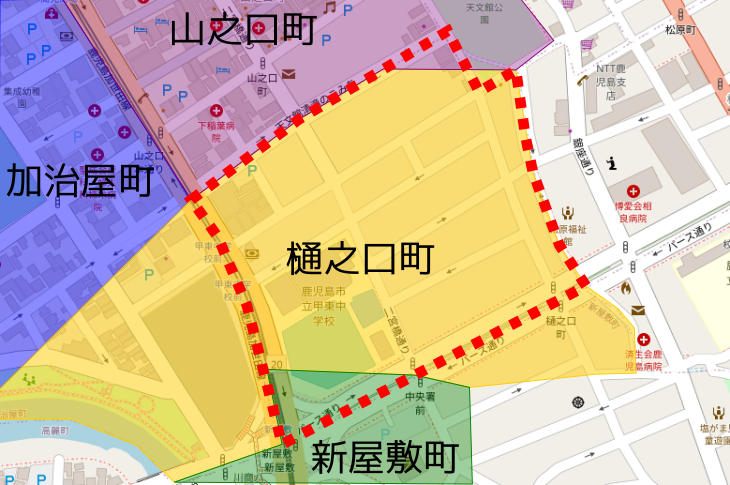
1963年の町域再編前と再編後の町域の比較（赤の破線は現在の樋之口町の区域、黄色は旧樋之口町、青色は旧加治屋町、赤色は旧山之口町、緑色は旧新屋敷町）

1888年（明治21年）に公布された市制（明治21年法律第1号）に基づき、1889年（明治22年）2月2日に官報に掲載された「 市制施行地」（内務省告示第1号）によって鹿児島が市制施行地に指定された。3月5日には鹿児島県令第26号によって鹿児島郡のうち50町村が市制による鹿児島市の区域と定められ、4月1日に市制が施行されたのに伴い、鹿児島郡50町村（山下町、平之馬場町、新照院通町、長田町、冷水通町、上竜尾町、下竜尾町、池之上町、鼓川町、稲荷馬場町、清水馬場町、春日小路町、車町、恵美須町、小川町、和泉屋町、浜町、向江町、栄町、柳町、易居町、中町、金生町、東千石馬場町、西千石馬場町、汐見町、泉町、築町、生産町、六日町、新町、松原通町、船津町、呉服町、大黒町、堀江町、住吉町、新屋敷通町、加治屋町、山之口馬場町、樋之口通町、薬師馬場町、鷹師馬場町、西田町、上之園通町、高麗町、下荒田町、荒田村、西田村、塩屋村）の区域より鹿児島市が成立した。それまでの樋之口通町は鹿児島市の町「樋之口通町」となった。1899年（明治32年）には樋之口通町から通の字を削除し、「樋之口町」に町名を改称した。
1911年（明治44年）6月22日に大雨により樋之口町において家屋浸水の被害が発生し、同年9月21日には台風が襲来し甲突川が氾濫し再び家屋浸水の被害を受けた。1917年（大正6年）にも低気圧通過による豪雨によって清滝川が氾濫し家屋浸水の被害を受けている。第二次世界大戦中の1945年（昭和20年）4月21日には樋之口町などの区域がアメリカ軍の空襲（鹿児島大空襲）を受けた。
1947年（昭和22年）には樋之口町の区域内に鹿児島市立第四中学校が設置された。第四中学校は1949年（昭和24年）に甲東中学校に名称を改めた。
1962年（昭和37年）に住居表示に関する法律が施行されたのに伴い、鹿児島市は鹿児島市街地域の住居表示に着手した。1963年（昭和38年）9月には樋之口町の全域で住居表示が実施された。また、住居表示の実施に伴い町の区域の再編が行われ、樋之口町の一部を加治屋町及び新屋敷町、千日町（新設）にそれぞれ編入し、新屋敷町の一部及び山之口町の一部を樋之口町に編入した。
1964年（昭和39年）に町域内を流れる清滝川が暗渠化され、鹿児島市によって駐車場が整備された。

### 町域の変遷
| 実施後           | 実施年             | 実施前           |
| ---------------- | ------------------ | ---------------- |
| 加治屋町（一部） | 1963年（昭和38年） | 樋之口町（一部） |
| 新屋敷町（一部） | 1963年（昭和38年） | 樋之口町（一部） |
| 千日町（新設）   | 1963年（昭和38年） | 樋之口町（一部） |
| 樋之口町（一部） | 1963年（昭和38年） | 山之口町（一部） |
| 樋之口町（一部） | 1963年（昭和38年） | 新屋敷町（一部） |

## 人口

### 資料統計
| 統計年次〔年〕   | 世帯数〔世帯〕 | 総人口〔人〕 | 出典  |
| ---------------- | -------------- | ------------ | ----- |
| 明治10年代       | 713            | -            | [ 4 ] |
| 1908（明治41年） | 427            | 2,010        | [ 4 ] |
| 1922（大正11年） | 861            | 3,753        | [ 4 ] |
| 1935（昭和10年） | 981            | 4,617        | [ 4 ] |

### 国勢調査
以下の表は国勢調査による小地域集計が開始された1995年以降の人口の推移である。
| 年                 | 人口  |
| ------------------ | ----- |
| 1995年（平成7年）  | 1,504 |
| 2000年（平成12年） | 1,406 |
| 2005年（平成17年） | 1,424 |
| 2010年（平成22年） | 1,515 |
| 2015年（平成27年） | 1,457 |

## 施設

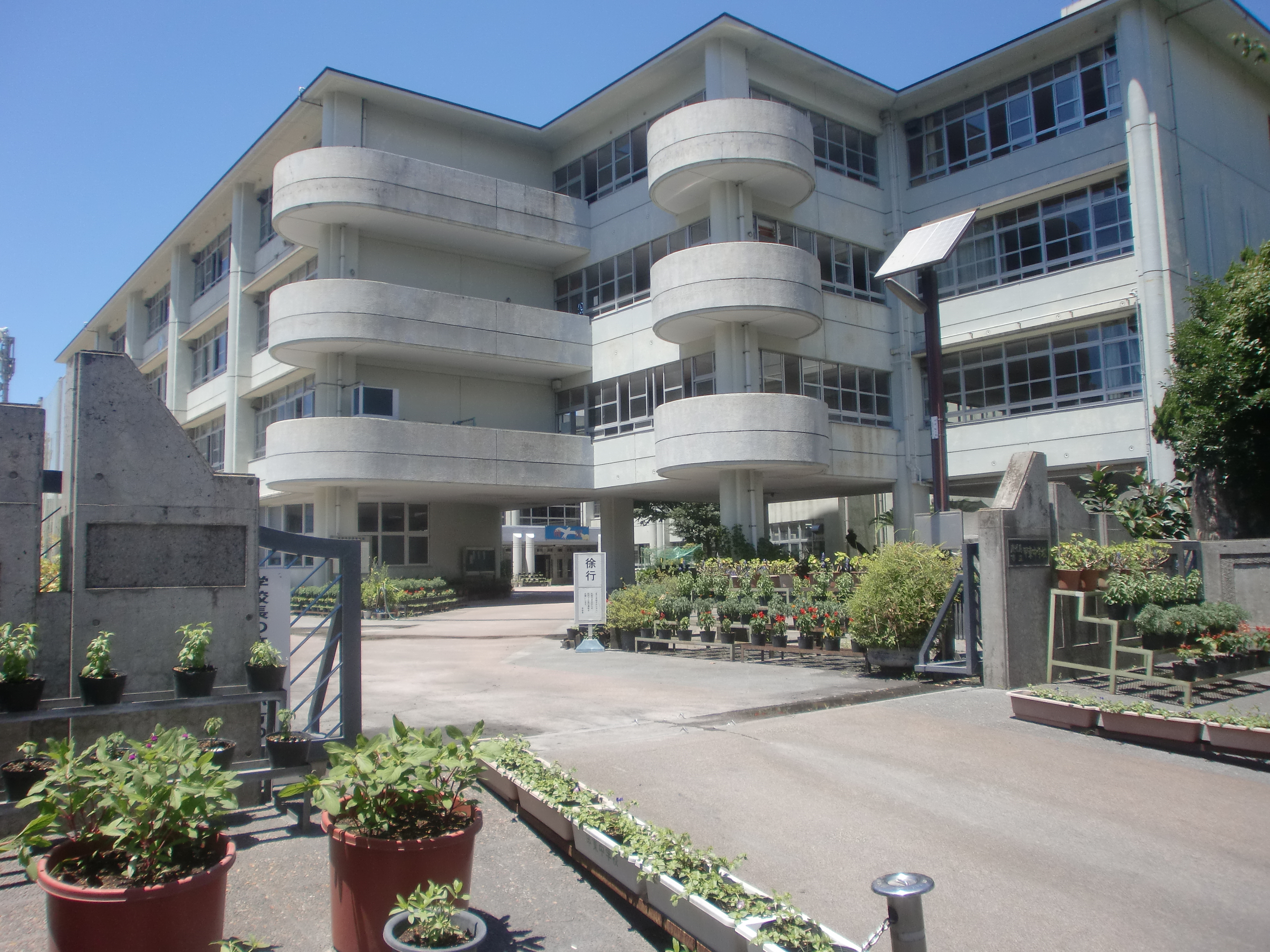
鹿児島市立甲東中学校

### 教育
- 鹿児島市立甲東中学校[27]

### その他
- 九州電力送配電天文館変電所

## 小・中学校の学区
市立小・中学校に通う場合、学区（校区）は以下の通りとなる。
| 町丁     | 番地 | 小学校               | 中学校               |
| -------- | ---- | -------------------- | -------------------- |
| 樋之口町 | 全域 | 鹿児島市立松原小学校 | 鹿児島市立甲東中学校 |

## 交通

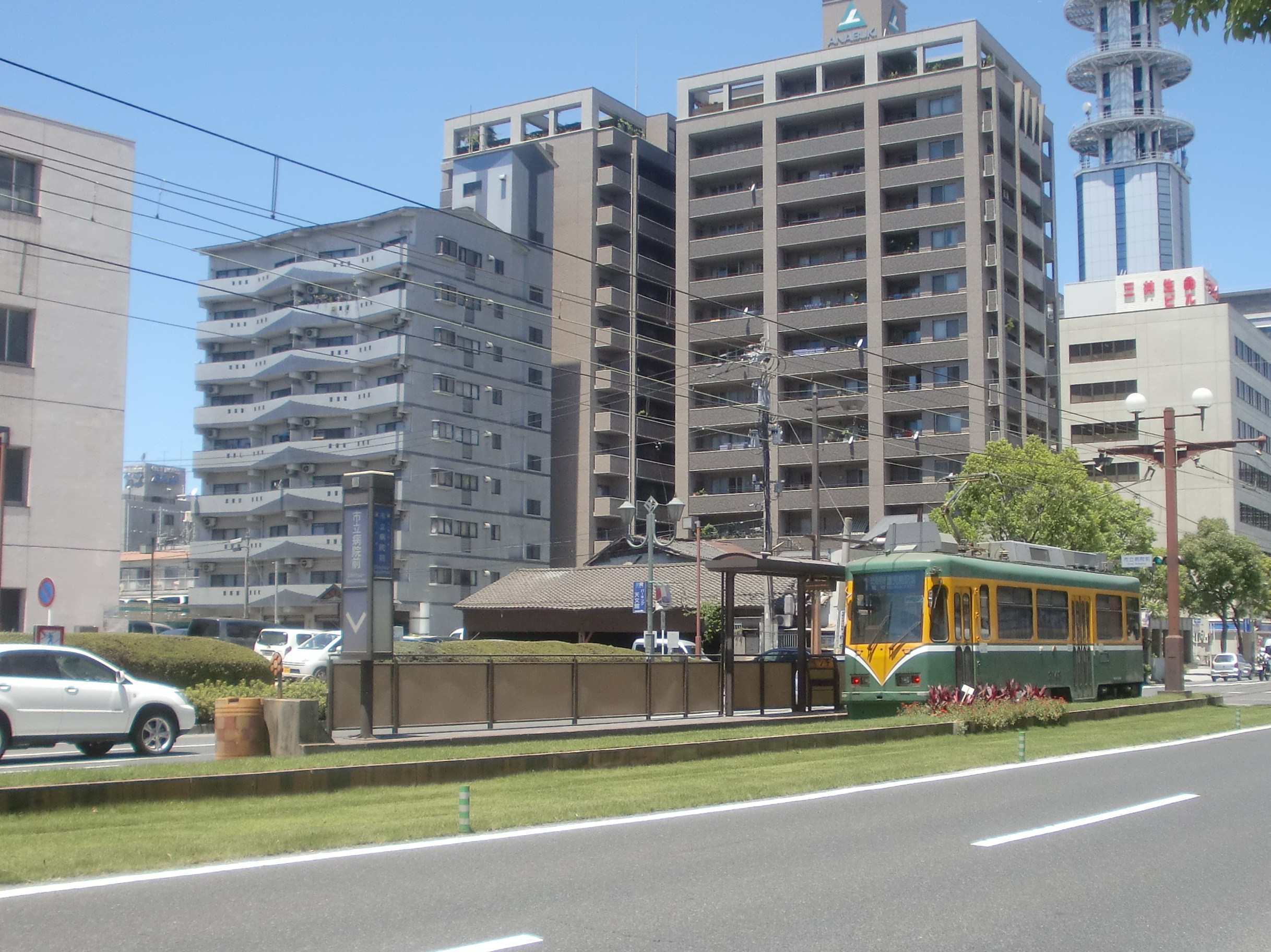
甲東中学校前電停

### 道路
主要地方道
- 鹿児島県道20号鹿児島加世田線

市道
- パース通り

### 鉄道
鹿児島市交通局鹿児島市電1系統
- 甲東中学校前電停

## 樋之口町出身の著名な人物
- 池上四郎（薩摩藩士、西南戦争で戦死）
- 森岡昌純（政治家、兵庫県令、貴族院勅選議員）[29]
- 橋口五葉（装幀作家、浮世絵研究者）[30]